# Agarwalencyrtus
Agarwalencyrtus är ett släkte av steklar. Agarwalencyrtus ingår i familjen sköldlussteklar.
Kladogram enligt Catalogue of Life:
| Agarwalencyrtus | \| \| Agarwalencyrtus citri \| \| \| \| \| \| Agarwalencyrtus dispar \| \| \| \| |
|                 | \| \| Agarwalencyrtus citri \| \| \| \| \| \| Agarwalencyrtus dispar \| \| \| \| |
|                 | Agarwalencyrtus citri                                                            |
|                 |                                                                                  |
|                 | Agarwalencyrtus dispar                                                           |
|                 |                                                                                  |